# 新沖縄文学賞
新沖縄文学賞（しんおきなわぶんがくしょう）は、日本の文学賞。

## 概要
沖縄タイムス社刊の季刊誌『新沖縄文学』創刊30号を記念し、沖縄から本格的な小説と新しい書き手の誕生を期待して、1975年に創設された。沖縄タイムス社が主催している。応募資格は、沖縄県内在住または出身者で、未発表原稿に限られる。枚数規定は、400字詰め原稿用紙50 - 100枚。第5回佳作入選の崎山多美は、第19回九州芸術祭文学賞の最優秀作に選ばれている。第12回入賞の目取真俊は、第117回芥川龍之介賞を受賞している。第39回受賞の佐藤モニカは、第45回九州芸術祭文学賞の最優秀作に選ばれている。
賞の母体となった雑誌『新沖縄文学』は、1966年の創刊。1993年に刊行された95号をもって休刊となっていたが、2025年、休刊以来32年ぶりに96号が発行された。

## 受賞作一覧
| 回（年度）         | 応募総数 | 賞   | 受賞者           | 受賞作                                       |
| ------------------ | -------- | ---- | ---------------- | -------------------------------------------- |
| 第1回（1975年度）  | 23編     | 受賞 | 該当作なし       | 該当作なし                                   |
| 第1回（1975年度）  | 23編     | 佳作 | 又吉栄喜         | 「海は蒼く」                                 |
| 第1回（1975年度）  | 23編     | 佳作 | 横山史朗         | 「伝説」                                     |
| 第1回（1975年度）  | 23編     | 候補 | 宮里尚安         | 「常臥の館」                                 |
| 第1回（1975年度）  | 23編     | 候補 | 平山しげる       | 「じーふぁ」                                 |
| 第1回（1975年度）  | 23編     | 候補 | 新崎恭太郎       | 「怨霊島」                                   |
| 第1回（1975年度）  | 23編     | 候補 | 仲本朝彦         | 「内部に居る人が奇形な病人に見える理由」     |
| 第2回（1976年度）  | 19編     | 入賞 | 新崎恭太郎       | 「蘇鉄の村」                                 |
| 第2回（1976年度）  | 19編     | 佳作 | 亀谷千鶴         | 「ガリナ川のほとり」                         |
| 第2回（1976年度）  | 19編     | 佳作 | 田中康慶         | 「エリーヌ」                                 |
| 第2回（1976年度）  | 19編     | 候補 | 平山しげる       | 「宿借」                                     |
| 第2回（1976年度）  | 19編     | 候補 | 崎間良           | 「血脈への挽歌」                             |
| 第3回（1977年度）  | 14編     | 受賞 | 該当作なし       | 該当作なし                                   |
| 第3回（1977年度）  | 14編     | 佳作 | 庭鴨野           | 「村雨」                                     |
| 第3回（1977年度）  | 14編     | 佳作 | 亀谷千鶴         | 「マグノリヤの城」                           |
| 第3回（1977年度）  | 14編     | 候補 | 又吉栄喜         | 「骨は土に埋もらず」                         |
| 第3回（1977年度）  | 14編     | 候補 | 平山しげる       | 「某作家への手紙」                           |
| 第3回（1977年度）  | 14編     | 候補 | 渡久地成公       | 「かくて夏は来ぬ」                           |
| 第3回（1977年度）  | 14編     | 候補 | 屋嘉部久美子     | 「紫の旋律」                                 |
| 第4回（1978年度）  | 21編     | 受賞 | 該当作なし       | 該当作なし                                   |
| 第4回（1978年度）  | 21編     | 佳作 | 下地博盛         | 「さざめく病葉たちの夏」                     |
| 第4回（1978年度）  | 21編     | 佳作 | 仲若直子         | 「壊れた時計」                               |
| 第4回（1978年度）  | 21編     | 候補 | 宮里尚安         | 「白いうねりの中で」                         |
| 第4回（1978年度）  | 21編     | 候補 | 亀谷千鶴         | 「逃亡者」                                   |
| 第5回（1979年度）  | 19編     | 受賞 | 該当作なし       | 該当作なし                                   |
| 第5回（1979年度）  | 19編     | 佳作 | 田場美津子       | 「砂糖黍」                                   |
| 第5回（1979年度）  | 19編     | 佳作 | 崎山多美         | 「街の日に」                                 |
| 第5回（1979年度）  | 19編     | 候補 | 渡久地成公       | 「遙なるわが望郷の旅路」                     |
| 第5回（1979年度）  | 19編     | 候補 | 小橋玲           | 「夏の流れ」                                 |
| 第5回（1979年度）  | 19編     | 候補 | 下地博盛         | 「戻らざる他郷」                             |
| 第6回（1980年度）  | 13編     | 受賞 | 該当作なし       | 該当作なし                                   |
| 第6回（1980年度）  | 13編     | 佳作 | 池田誠利         | 「鴨の行方」                                 |
| 第6回（1980年度）  | 13編     | 佳作 | 南安閑           | 「色は匂えと」                               |
| 第6回（1980年度）  | 13編     | 候補 | たかゆきひと     | 「カプリチオを弾く弦が切れる時」             |
| 第6回（1980年度）  | 13編     | 候補 | 外間ちのり       | 「軌跡」                                     |
| 第6回（1980年度）  | 13編     | 候補 | 山久裕理         | 「起承転・結婚」                             |
| 第7回（1981年度）  | 20編     | 受賞 | 該当作なし       | 該当作なし                                   |
| 第7回（1981年度）  | 20編     | 佳作 | 吉沢庸希         | 「異国」                                     |
| 第7回（1981年度）  | 20編     | 佳作 | 當山之順         | 「租界地帯」                                 |
| 第7回（1981年度）  | 20編     | 候補 | 玉木一兵         | 「ドロロンドロロン」                         |
| 第7回（1981年度）  | 20編     | 候補 | 江場秀志         | 「老婆の家」                                 |
| 第7回（1981年度）  | 20編     | 候補 | 瑞慶覧長和       | 「新糞尿譚」                                 |
| 第8回（1982年度）  | 24編     | 入賞 | 仲村渠ハツ       | 「母たち女たち」                             |
| 第8回（1982年度）  | 24編     | 佳作 | 江場秀志         | 「奇妙な果実」                               |
| 第8回（1982年度）  | 24編     | 佳作 | 小橋啓           | 「螢」                                       |
| 第8回（1982年度）  | 24編     | 候補 | 香村佳男         | 「海鳴」                                     |
| 第8回（1982年度）  | 24編     | 候補 | 清原つる代       | 「母が逝った夏」                             |
| 第8回（1982年度）  | 24編     | 候補 | 玉木一兵         | 「梅雨期」                                   |
| 第9回（1983年度）  | 24編     | 受賞 | 該当作なし       | 該当作なし                                   |
| 第9回（1983年度）  | 24編     | 佳作 | 山里禎子         | 「フルートを吹く少年」                       |
| 第9回（1983年度）  | 24編     | 候補 | 山城達雄         | 「パラオの少年たち」                         |
| 第9回（1983年度）  | 24編     | 候補 | 白石弥生         | 「三面鏡」                                   |
| 第9回（1983年度）  | 24編     | 候補 | 城原まり         | 「もう二度と帰らない」                       |
| 第9回（1983年度）  | 24編     | 候補 | 崎山多美         | 「海辺の抄」                                 |
| 第9回（1983年度）  | 24編     | 候補 | 喜捨場直子       | 「センダン草を摘む女」                       |
| 第10回（1984年度） | 15編     | 入賞 | 吉田スエ子       | 「嘉間良（かまーら）心中」                   |
| 第10回（1984年度） | 15編     | 入賞 | 山入端信子       | 「虚空夜叉」                                 |
| 第10回（1984年度） | 15編     | 候補 | 清原つる代       | 「片隅のビートルたち」                       |
| 第10回（1984年度） | 15編     | 候補 | 綾門礼           | 「波ノ上ブルース」                           |
| 第11回（1985年度） | 38編     | 入賞 | 喜舎場直子       | 「女綾織唄」                                 |
| 第11回（1985年度） | 38編     | 佳作 | 目取真俊         | 「雛（ひな）」                               |
| 第11回（1985年度） | 38編     | 候補 | 竹本真雄         | 「少年の河」                                 |
| 第11回（1985年度） | 38編     | 候補 | 真久田正         | 「果報の島」                                 |
| 第11回（1985年度） | 38編     | 候補 | 平田健太郎       | 「夾竹桃」                                   |
| 第11回（1985年度） | 38編     | 候補 | びん・おさむ     | 「忌籠り」                                   |
| 第12回（1986年度） | 24編     | 入賞 | 白石弥生         | 「若夏の来訪者」                             |
| 第12回（1986年度） | 24編     | 入賞 | 目取真俊         | 「平和通りと名付けられた街を歩いて」         |
| 第12回（1986年度） | 24編     | 候補 | 玉城政嗣         | 「ギブリ」                                   |
| 第12回（1986年度） | 24編     | 候補 | 上原昇           | 「琉米センター通り」                         |
| 第12回（1986年度） | 24編     | 候補 | 久手堅倫子       | 「命ぬジーファー」                           |
| 第12回（1986年度） | 24編     | 候補 | 世持二巌         | 「終わらぬ夏」                               |
| 第13回（1987年度） | 29編     | 入賞 | 照井裕           | 「フルサトのダイエー」                       |
| 第13回（1987年度） | 29編     | 佳作 | 平田健太郎       | 「蜉蝣の日」                                 |
| 第13回（1987年度） | 29編     | 候補 | 香村安紀         | 「ントの場合」                               |
| 第13回（1987年度） | 29編     | 候補 | 仲原りつ子       | 「骨肉」                                     |
| 第13回（1987年度） | 29編     | 候補 | 尚橋弘明         | 「太陽の島の風」                             |
| 第13回（1987年度） | 29編     | 候補 | 喜納堅二         | 「流離」                                     |
| 第14回（1988年度） | 29編     | 入賞 | 玉城まさし       | 「砂漠にて」                                 |
| 第14回（1988年度） | 29編     | 佳作 | 水無月慧子       | 「出航前夜祭」                               |
| 第14回（1988年度） | 29編     | 候補 | 星野葉子         | 「ふるさと」                                 |
| 第14回（1988年度） | 29編     | 候補 | 久手堅倫子       | 「命（ぬち）ぬジーファー」                   |
| 第14回（1988年度） | 29編     | 候補 | 月之浜太郎       | 「生まり島」                                 |
| 第14回（1988年度） | 29編     | 候補 | 喜納堅二         | 「無名塾てんまつ」                           |
| 第15回（1989年度） | 23編     | 入賞 | 徳田友子         | 「新城マツの天使」                           |
| 第15回（1989年度） | 23編     | 佳作 | 山城達雄         | 「遠来の客」                                 |
| 第15回（1989年度） | 23編     | 候補 | 香村安紀         | 「ントの場合」                               |
| 第15回（1989年度） | 23編     | 候補 | 久手堅倫子       | 「心張り」                                   |
| 第15回（1989年度） | 23編     | 候補 | 清原つる代       | 「柩」                                       |
| 第15回（1989年度） | 23編     | 候補 | 後田多八生       | 「蒸発」                                     |
| 第16回（1990年度） | 19編     | 入賞 | 後田多八生       | 「あなたが捨てた島」                         |
| 第16回（1990年度） | 19編     | 候補 | 南かつ枝         | 「黄楊の櫛を差した女」                       |
| 第16回（1990年度） | 19編     | 候補 | 玉代勢章         | 「濁流」                                     |
| 第16回（1990年度） | 19編     | 候補 | 崎山麻夫         | 「遭遇」                                     |
| 第16回（1990年度） | 19編     | 候補 | 清原つる代       | 「鯨の入江」                                 |
| 第16回（1990年度） | 19編     | 候補 | 松元憲雄         | 「影法師たちの夏」                           |
| 第17回（1991年度） | 14編     | 受賞 | 該当作なし       | 該当作なし                                   |
| 第17回（1991年度） | 14編     | 佳作 | うらしま黎       | 「闇のかなたへ」                             |
| 第17回（1991年度） | 14編     | 佳作 | 我如古驟二       | 「耳切（ち）り坊主（ぼうじ）の唄」           |
| 第17回（1991年度） | 14編     | 候補 | 崎山麻夫         | 「姉貴の結婚」                               |
| 第17回（1991年度） | 14編     | 候補 | 山城達雄         | 「ベラウの花」                               |
| 第18回（1992年度） | 19編     | 受賞 | 玉木一兵         | 「母の死化粧」                               |
| 第18回（1992年度） | 19編     | 候補 | うらしま黎       | 「墓」                                       |
| 第18回（1992年度） | 19編     | 候補 | 真喜志興亜       | 「パラソルを持つ婦人」                       |
| 第18回（1992年度） | 19編     | 候補 | 清原つる代       | 「缶カラ道」                                 |
| 第18回（1992年度） | 19編     | 候補 | 崎山麻夫         | 「一言」                                     |
| 第19回（1993年度） | 19編     | 受賞 | 清原つる代       | 「蝉ハイツ」                                 |
| 第19回（1993年度） | 19編     | 佳作 | 金城尚子         | 「コーラルアイランドの夏」                   |
| 第19回（1993年度） | 19編     | 候補 | しまむら恒       | 「太陽の時代―じゃなもいの半生―」             |
| 第19回（1993年度） | 19編     | 候補 | 又吉弘子         | 「杜」                                       |
| 第19回（1993年度） | 19編     | 候補 | 花城奈穂         | 「南島妖鳥記」                               |
| 第20回（1994年度） | 25編     | 受賞 | 知念節子         | 「最後の夏」                                 |
| 第20回（1994年度） | 25編     | 佳作 | 前田よし子       | 「風の色」                                   |
| 第20回（1994年度） | 25編     | 候補 | 新田雅一         | 「温室栽培のエキゾティックな赤い場所」       |
| 第20回（1994年度） | 25編     | 候補 | 山城達雄         | 「ベラウの花」                               |
| 第20回（1994年度） | 25編     | 候補 | 崎山麻夫         | 「スモール」                                 |
| 第20回（1994年度） | 25編     | 候補 | 加勢俊夫         | 「分娩台」                                   |
| 第21回（1994年度） | 11編     | 受賞 | 該当作なし       | 該当作なし                                   |
| 第21回（1994年度） | 11編     | 佳作 | 崎山麻夫         | 「桜」                                       |
| 第21回（1994年度） | 11編     | 佳作 | 加勢俊夫         | 「ジグソー・パズル」                         |
| 第21回（1994年度） | 11編     | 候補 | 真久田正         | 「アンジェラの伝説」                         |
| 第22回（1994年度） | 16編     | 受賞 | 崎山麻夫         | 「闇の向こうへ」                             |
| 第22回（1994年度） | 16編     | 受賞 | 加勢俊夫         | 「ロイ洋服店」                               |
| 第22回（1994年度） | 16編     | 候補 | 真久田正         | 「玉響（たまゆら）の庵」                     |
| 第22回（1994年度） | 16編     | 候補 | 波照間修一       | 「キング・ワズ・ヌード」                     |
| 第22回（1994年度） | 16編     | 候補 | 嘉陽春子         | 「窓」                                       |
| 第23回（1997年度） | 11編     | 受賞 | 該当作なし       | 該当作なし                                   |
| 第23回（1997年度） | 11編     | 佳作 | 国吉高史         | 「憧れ」                                     |
| 第23回（1997年度） | 11編     | 佳作 | 大城新栄         | 「洗骨」                                     |
| 第23回（1997年度） | 11編     | 候補 | 河合民子         | 「果実（フルーツ）」                         |
| 第23回（1997年度） | 11編     | 候補 | 玉村由奈         | 「ホタルの海」                               |
| 第24回（1998年度） | 11編     | 受賞 | 山城達雄         | 「窪森（くぶむい）」                         |
| 第24回（1998年度） | 11編     | 候補 | 真久田正         | 「燈台のある風景」                           |
| 第24回（1998年度） | 11編     | 候補 | 竹本真雄         | 「優しくぞ降りそそぐ」                       |
| 第24回（1998年度） | 11編     | 候補 | 島しおり         | 「長い廊下」                                 |
| 第25回（1999年度） | 16編     | 受賞 | 竹本真雄         | 「燠火（おきび）」                           |
| 第25回（1999年度） | 16編     | 佳作 | 鈴木次郎         | 「島の眺め」                                 |
| 第25回（1999年度） | 16編     | 候補 | 真久田正         | 「海の引き」                                 |
| 第25回（1999年度） | 16編     | 候補 | 上原利彦         | 「あの時、曾祖母（まぎーおばー）は…」        |
| 第25回（1999年度） | 16編     | 候補 | 鈴木次郎         | 「少女たち、そして少年たち」                 |
| 第26回（2000年度） | 21編     | 受賞 | 該当作なし       | 該当作なし                                   |
| 第26回（2000年度） | 21編     | 佳作 | 美里敏則         | 「ツル婆さんの場合」                         |
| 第26回（2000年度） | 21編     | 佳作 | 花輪真衣         | 「墓」                                       |
| 第26回（2000年度） | 21編     | 候補 | 松原栄           | 「黄砂の街…在外公館日記抄」                  |
| 第26回（2000年度） | 21編     | 候補 | 具志恒輝         | 「シージンアガルー（琉球双六）」             |
| 第26回（2000年度） | 21編     | 候補 | 島宏史           | 「悲しみの井戸」                             |
| 第27回（2001年度） | 27編     | 受賞 | 真久田正         | 「鱬〈魚艮〉（ざん）」                       |
| 第27回（2001年度） | 27編     | 佳作 | 伊礼和子         | 「訣別」                                     |
| 第27回（2001年度） | 27編     | 候補 | 田畑毛成         | 「不幸の種」                                 |
| 第27回（2001年度） | 27編     | 候補 | 福井雅           | 「かたぶい」                                 |
| 第27回（2001年度） | 27編     | 候補 | 香川浩彦         | 「雨」                                       |
| 第27回（2001年度） | 27編     | 候補 | 木笹扶子         | 「一陽来復」                                 |
| 第28回（2002年度） | 21編     | 受賞 | 金城静枝         | 「千年蒼茫」                                 |
| 第28回（2002年度） | 21編     | 佳作 | 河合民子         | 「清明の頃」                                 |
| 第28回（2002年度） | 21編     | 候補 | 松原栄           | 「大人たち」                                 |
| 第28回（2002年度） | 21編     | 候補 | 木笹扶子         | 「水時計」                                   |
| 第28回（2002年度） | 21編     | 候補 | 樹乃タルオ       | 「セカレーリヤ」                             |
| 第29回（2003年度） | 18編     | 受賞 | 玉代㔟章         | 「母、狂う」                                 |
| 第29回（2003年度） | 18編     | 佳作 | 比嘉野枝         | 「迷路」                                     |
| 第29回（2003年度） | 18編     | 候補 | 新里哲           | 「瑞運丸」                                   |
| 第29回（2003年度） | 18編     | 候補 | 松原栄           | 「サービス ステーション」                    |
| 第29回（2003年度） | 18編     | 候補 | 立花かつや       | 「蒼天、見えざる果て」                       |
| 第30回（2004年度） | 33編     | 受賞 | 赫星十四三       | 「アイスバー・ガール」                       |
| 第30回（2004年度） | 33編     | 佳作 | 樹乃タルオ       | 「淵（クムイ）」                             |
| 第30回（2004年度） | 33編     | 候補 | 松原栄           | 「帰国」                                     |
| 第30回（2004年度） | 33編     | 候補 | あづまや東次     | 「ニュウ・ジャズ・タウン」                   |
| 第30回（2004年度） | 33編     | 候補 | もりおみずき     | 「落在」                                     |
| 第30回（2004年度） | 33編     | 候補 | 大澤広一         | 「この夏の続き」                             |
| 第31回（2005年度） | 23編     | 受賞 | 月之浜太郎       | 「梅干駅から枇杷駅まで――ゆいレールに乗って」 |
| 第31回（2005年度） | 23編     | 佳作 | もりおみずき     | 「郵便馬車の馭者だった」                     |
| 第31回（2005年度） | 23編     | 候補 | 松原栄           | 「リュウキュウ ヨハネ」                      |
| 第31回（2005年度） | 23編     | 候補 | 立花かつや       | 「ちんなん」                                 |
| 第31回（2005年度） | 23編     | 候補 | 安谷屋長英       | 「呪縛」                                     |
| 第32回（2006年度） | 20編     | 受賞 | 上原利彦         | 「黄金色の痣」                               |
| 第32回（2006年度） | 20編     | 候補 | 香深空哉人       | 「アポカリプス・オキナワ」                   |
| 第32回（2006年度） | 20編     | 候補 | 松原栄           | 「戸籍」                                     |
| 第32回（2006年度） | 20編     | 候補 | 立花かつや       | 「丁字路」                                   |
| 第32回（2006年度） | 20編     | 候補 | 美澤あり         | 「オモロ体験」                               |
| 第33回（2007年度） | 27編     | 受賞 | 国梓としひで     | 「爆音、轟く」                               |
| 第33回（2007年度） | 27編     | 受賞 | 松原栄           | 「無言電話」                                 |
| 第33回（2007年度） | 27編     | 候補 | 立花かつや       | 「エイプリルフール」                         |
| 第33回（2007年度） | 27編     | 候補 | 森田保           | 「ボタン」                                   |
| 第33回（2007年度） | 27編     | 候補 | 平安名尚         | 「福木は残った」                             |
| 第33回（2007年度） | 27編     | 候補 | あづまや東次     | 「ガジュマルに抱かれて」                     |
| 第34回（2008年度） | 28編     | 受賞 | 森田たもつ       | 「蓬莱の彼方」                               |
| 第34回（2008年度） | 28編     | 受賞 | 美里敏則         | 「ペダルを踏み込んで」                       |
| 第34回（2008年度） | 28編     | 候補 | 津見熊伍         | 「言乃葉節」                                 |
| 第34回（2008年度） | 28編     | 候補 | 南ふう           | 「朽葉」                                     |
| 第34回（2008年度） | 28編     | 候補 | 政利也           | 「ホワイトマーケット」                       |
| 第35回（2009年度） | 19編     | 受賞 | 大嶺邦雄         | 「ハル道のスージグァにはいって」             |
| 第35回（2009年度） | 19編     | 受賞 | 富山陽子         | 「フラミンゴのピンクの羽」                   |
| 第35回（2009年度） | 19編     | 候補 | 又吉康隆         | 「盛吉」                                     |
| 第35回（2009年度） | 19編     | 候補 | 比嘉野枝         | 「故郷（シマ）からの客」                     |
| 第35回（2009年度） | 19編     | 候補 | 南ふう           | 「Rey'S マンション」                         |
| 第36回（2010年度） | 24編     | 受賞 | 崎浜慎           | 「始まり」                                   |
| 第36回（2010年度） | 24編     | 佳作 | ヨシハラ小町     | 「カナ」                                     |
| 第37回（2011年度） | 28編     | 受賞 | 伊波雅子         | 「オムツ党、走る」                           |
| 第37回（2011年度） | 28編     | 佳作 | 當山清政         | 「メランコリア」                             |
| 第37回（2011年度） | 28編     | 候補 | 比嘉野枝         | 「通夜の来訪者」                             |
| 第37回（2011年度） | 28編     | 候補 | 岡楽真           | 「注文は一輪の花」                           |
| 第37回（2011年度） | 28編     | 候補 | 伊波祥子         | 「アキラという風に乗る」                     |
| 第38回（2012年度） | 20編     | 受賞 | 伊礼英貴         | 「期間工ブルース」                           |
| 第38回（2012年度） | 20編     | 佳作 | 平岡禎之         | 「家族になる時間」                           |
| 第38回（2012年度） | 20編     | 候補 | 赤兎時雨         | 「うるまにゆれる」                           |
| 第38回（2012年度） | 20編     | 候補 | 野原誠喜         | 「仲村渠正嗣を尋ねて」                       |
| 第38回（2012年度） | 20編     | 候補 | 上江洲正枝       | 「赤翡翠（あかしょうびん）」                 |
| 第39回（2013年度） | 33編     | 受賞 | 佐藤モニカ       | 「ミツコさん」                               |
| 第39回（2013年度） | 33編     | 佳作 | 橋本真樹         | 「サンタは雪降る南の島に住まう」             |
| 第39回（2013年度） | 33編     | 候補 | 松田良孝         | 「里帰り」                                   |
| 第39回（2013年度） | 33編     | 候補 | 香深空哉人       | 「ムーンリバーの女」                         |
| 第39回（2013年度） | 33編     | 候補 | 闘王琉           | 「ラヂオ・ソング」                           |
| 第40回（2014年度） | 13編     | 受賞 | 松田良孝         | 「インターフォン」                           |
| 第40回（2014年度） | 13編     | 佳作 | 儀保佑輔         | 「断絶の音楽」                               |
| 第40回（2014年度） | 13編     | 候補 | 闘王琉           | 「スピリット・オブ・ラヂオ」                 |
| 第40回（2014年度） | 13編     | 候補 | 國吉優紀         | 「家族になろう」                             |
| 第40回（2014年度） | 13編     | 候補 | 野原誠喜         | 「マナティー君の像」                         |
| 第41回（2015年度） | 21編     | 受賞 | 長嶺幸子         | 「父の手作りの小箱」                         |
| 第41回（2015年度） | 21編     | 受賞 | 黒ひょう         | 「バッドデイ」                               |
| 第41回（2015年度） | 21編     | 候補 | 西原太郎         | 「知念村の旅」                               |
| 第41回（2015年度） | 21編     | 候補 | 梓弓             | 「山羊と幽霊」                               |
| 第41回（2015年度） | 21編     | 候補 | 南城めぐみ       | 「はがき」                                   |
| 第42回（2016年度） | 24編     | 受賞 | 梓弓             | 「カラハーイ」                               |
| 第42回（2016年度） | 24編     | 候補 | 弁ヶ嶽登         | 「油喰坊主と運玉義留」                       |
| 第42回（2016年度） | 24編     | 候補 | 城耕悠           | 「開かずの扉」                               |
| 第42回（2016年度） | 24編     | 候補 | 儀保佑輔         | 「オンステージ」                             |
| 第42回（2016年度） | 24編     | 候補 | 中川陽介         | 「娘ジントーヨー」                           |
| 第43回（2017年度） | 33編     | 受賞 | 儀保佑輔         | 「Summer vacation」                          |
| 第43回（2017年度） | 33編     | 佳作 | 仲間小桜         | 「アダンの茂みを抜けて」                     |
| 第43回（2017年度） | 33編     | 候補 | 名嘉真加那       | 「橋に蹲(うずくま)る」                       |
| 第43回（2017年度） | 33編     | 候補 | 野原誠喜         | 「ゆがふ７号」                               |
| 第43回（2017年度） | 33編     | 候補 | 比嘉野乃花       | 「ひまわり」                                 |
| 第44回（2018年度） | 24編     | 受賞 | 高浪千裕         | 「涼風布工房」                               |
| 第44回（2018年度） | 24編     | 受賞 | 中川陽介         | 「唐船ドーイ」                               |
| 第44回（2018年度） | 24編     | 候補 | 多嘉良美佐子     | 「三十六年目のラブレター」                   |
| 第44回（2018年度） | 24編     | 候補 | 岸本勝次         | 「ドラゴン」                                 |
| 第44回（2018年度） | 24編     | 候補 | 南城めぐみ       | 「ナンテンの真っ赤な実」                     |
| 第45回（2019年度） | 22編     | 受賞 | しましまかと     | 「テラロッサ」                               |
| 第45回（2019年度） | 22編     | 候補 | 島石浩司         | 「昭和十四年の旅」                           |
| 第45回（2019年度） | 22編     | 候補 | 芳賀郁           | 「ウートートー」                             |
| 第45回（2019年度） | 22編     | 候補 | 十音琉           | 「ソウドウ」                                 |
| 第45回（2019年度） | 22編     | 候補 | 北原岳           | 「セカンド・ライフ」                         |
| 第46回（2020年度） | 33編     | 受賞 | なかみや梁       | 「ばばこの蜜蜂」                             |
| 第47回（2021年度） | 24編     | 受賞 | ゆしわら・くまち | 「ラビリンス－グシク界隈」                   |
| 第47回（2021年度） | 24編     | 受賞 | 円井定規         | 「春に乗り遅れて、半額シールを貼られる」     |
| 第48回（2022年度） | 19編     | 受賞 | 星のひかり       | 「私のお父さん」                             |
| 第48回（2022年度） | 19編     | 受賞 | 芳賀郁           | 「まぶいちゃん」                             |
| 第49回（2023年度） | 25編     | 佳作 | 諸見里杉子       | 「ギンネムの記憶」                           |